# 錦南路4街駅
錦南路4街駅（クムナムノサガえき）は、大韓民国光州広域市東区にある光州交通公社1号線の駅である。駅番号は(105)。

## 駅構造
- 島式ホーム1面2線の地下駅。

## 駅周辺
- 韓国通信光州電話局
- 光州公園
- 当駅付近から旧道庁付近にかけての錦南路の地下に商店街が広がる（文化殿堂駅の項を参照）。
- 光州税務署
- 光州中央初等学校
- NC WAVE忠壮店

## 歴史
- 2004年4月28日 - 開業。

## 隣の駅
光州交通公社
●1号線
文化殿堂駅 (104) ‐  錦南路4街駅 (105) ‐ 錦南路5街駅 (106)